# بشارة (اسم)
بشارة هو اسم علم مذكر من أصل عربي، ومعناه هو بفتح الباء، الحمال، الحسن، حسن الوجه.

## شخصيات تحمل الاسم
- بشارة (23 يناير 2003 – )
- بشارة الخوري (محامي وسياسي لبناني كان أول رؤساء الجمهورية اللبنانية بعد الاستقلال، 10 أغسطس 1890[3][4] – 11 يناير 1964[3][4])
- بشارة الخوري (شاعر لبناني راحل، 1884 – 31 يوليو 1968)
- بشارة المتوكل (مصورة يمنية، 1969[5] – )
- بشارة بطرس الراعي (كهنوت لبناني، 25 فبراير 1940 – )
- بشارة تقلا (1852 – )
- بشارة زلزل (1851 – )
- بشارة مرهج (عضو مجلس النواب اللبناني)
- بشارة واكيم (ممثل مصري، 5 مارس 1890 – 30 نوفمبر 1949)

## وصلات خارجية
- موسوعة السلطان قابوس لأسماء العرب